# David Lee Roth

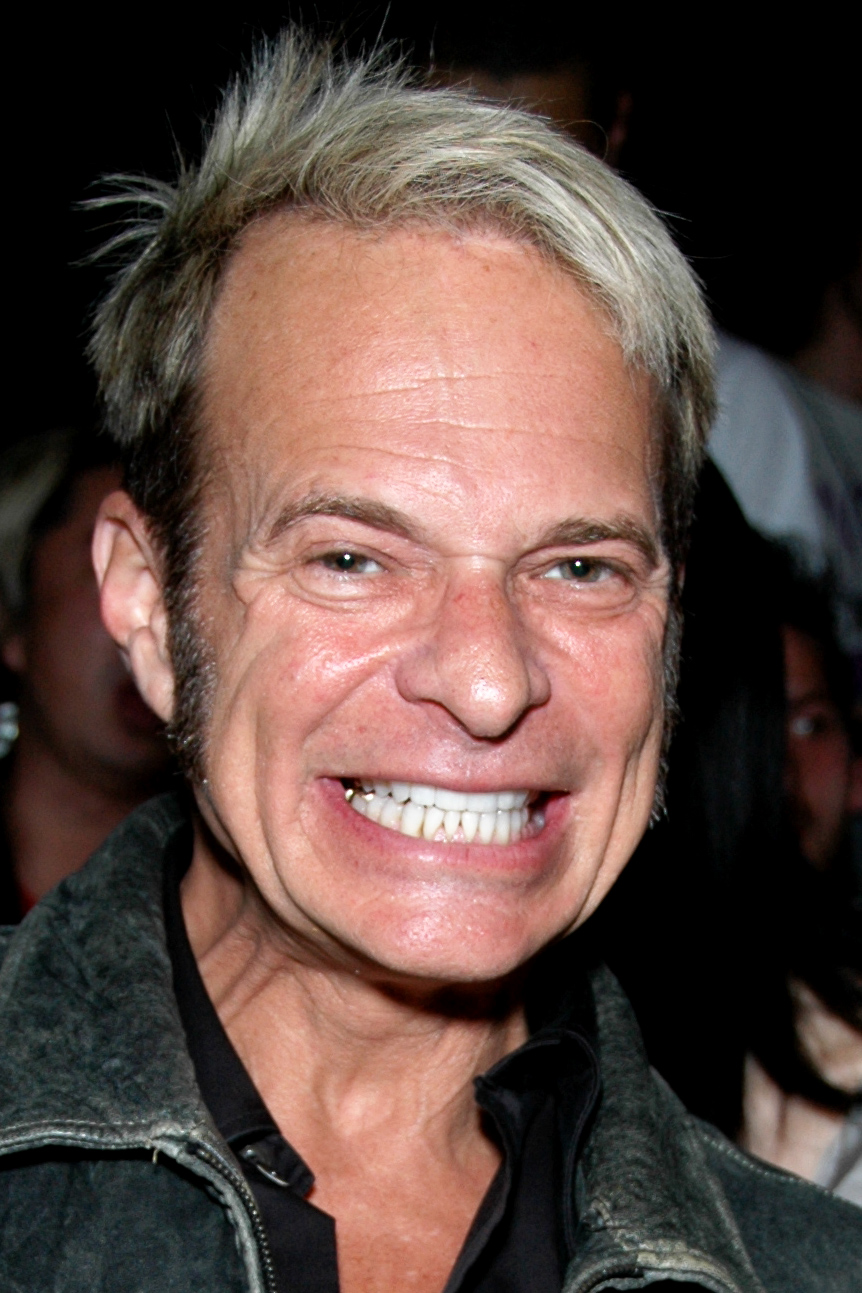
David Lee Roth (2008)

David Lee Roth (* 10. Oktober 1954 in Bloomington, Indiana) ist ein US-amerikanischer Rocksänger. Er war von 1974 bis 1985 und von 2007 bis 2020 Sänger der Hard-Rock-Formation Van Halen.

## Werdegang

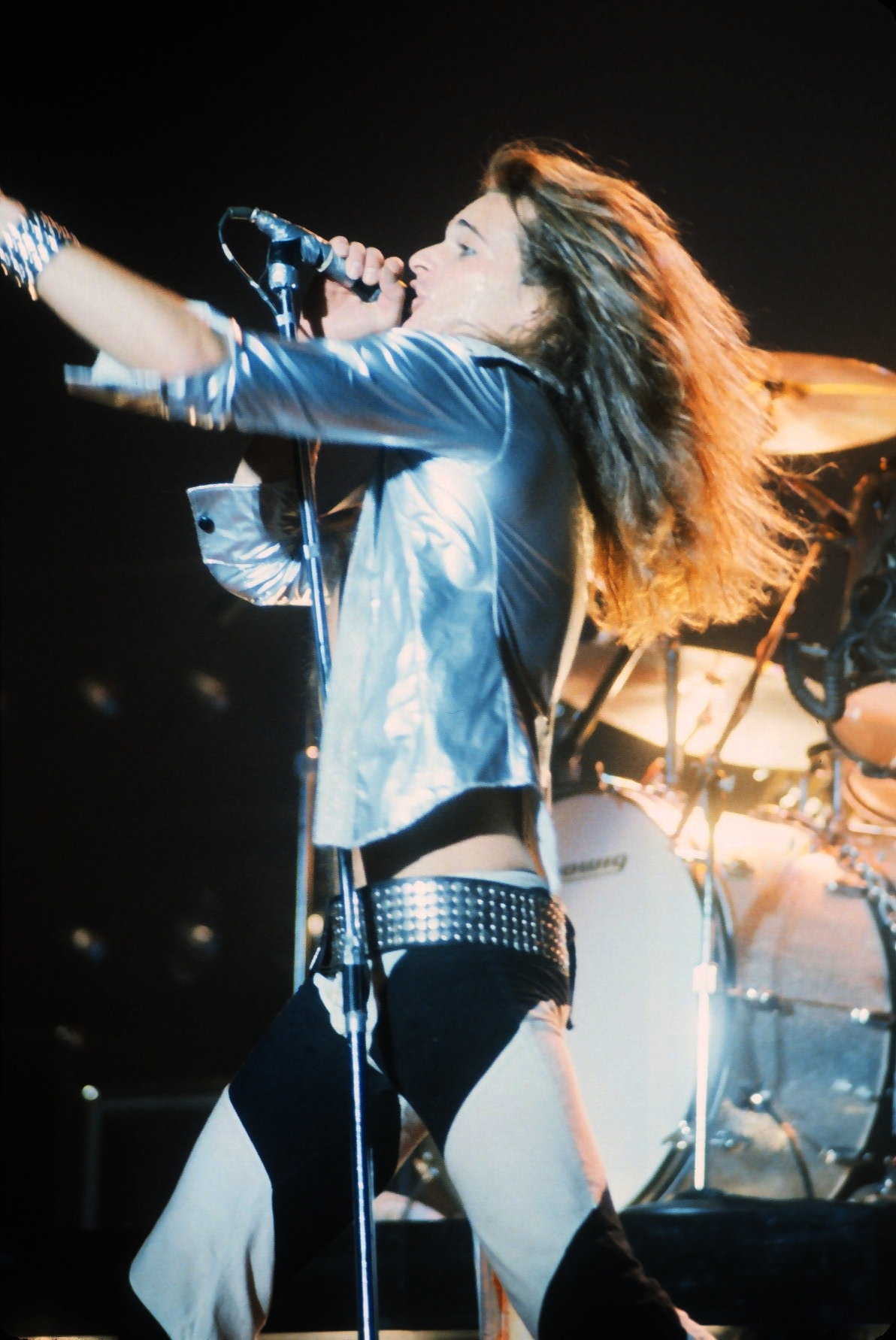
David Lee Roth (1978)

In der Hardrock-Band Van Halen war Roth mit artistischen Einlagen, hautenger Gymnastikhose und erotisch-narzisstischer Show Sexsymbol der damaligen Glamour-Rock-Band, die vor allem mit ihrer Coverversion von You Really Got Me von 1978 populär geworden war.
Nachdem er als Sänger von Van Halen Berühmtheit erlangt hatte, startete er 1985 mit der vom Van-Halen-Produzenten Ted Templeman produzierten EP Crazy from the heat (Platin) eine Solokarriere. Die Titel Easy Street, California Girls, Just a Gigolo und Coconut Grove waren erfolgreich und läuteten das Ende seiner Zeit bei Van Halen ein. Das erste Album ohne Roth tauften sie in Anspielung auf den im Streit ausgeschiedenen Sänger 5150. Der Titel bezeichnet einen amerikanischen Polizeicode für einen „entlaufenen gemeingefährlichen Psychopathen“ und wurde später auch die Bezeichnung für Eddie Van Halens Signature-Gitarrenverstärker Peavey 5150.
In einem Interview sagte Roth 1985, er habe sich gegen falsche Vaterschaftsklagen versichert.
Roth absolvierte dann 1986 mit den Musikern Steve Vai, Billy Sheehan und Gregg Bissonette eine Welttournee zur Unterstützung seines Albums Eat ’Em and Smile. Seine alten Band-Kollegen von Van Halen benannten danach ihr nächstes Album wieder mit einer Anspielung OU 812 (lesbar als Oh, you ate one, too).
Roth tat sich insbesondere durch eine extrovertierte Bühnenshow hervor.
Das zweite Album, Skyscraper, wurde 1987 von Roth zusammen mit Steve Vai produziert und in der gleichen Besetzung wie Eat 'Em And Smile aufgenommen und 1988 veröffentlicht. Im Januar 1991 erschien das von Bob Rock produzierte Album A Little Ain’t Enough. Zur Studioband gehörten Gregg Bissonette (Schlagzeug), Brett Tuggle (Keyboard), Matt Bissonette (Bass), Steve Hunter (Gitarre) und Jason Becker (Gitarre).
Roths Band bestand für die Europatournee, die im Februar 1991 in Glasgow begann, u. a. aus den Gitarristen Joe Holmes (Leadgitarre) und Gregg Bissonette. Die Gruppe kam im Rahmen dieser Tournee auch nach Deutschland. A Little Ain’t Enough blieb hinter den Verkaufszahlen der Vorgängeralben zurück.
Roth orientierte sich neu und brachte 1994 mit Your Filthy Little Mouth eine Zusammenstellung deutlich bluesiger und souliger Stücke auf den Markt. Produziert wurde das Album von Nile Rodgers, Gitarren-Virtuose der Disco-Veteranen Chic. Doch auch Your Filthy Little Mouth blieb weit hinter den kommerziellen Erwartungen zurück; es war seine letzte Veröffentlichung bei Warner Bros. Die begleitende Tour floppte sogar, Roth musste von großen Hallen auf kleine Clubs ausweichen und vor weniger als 500 Zuhörern auftreten. 1995 begann er ein Gastspiel in Las Vegas. Zusammen mit dem 15-köpfigen Orchester Non-Stop Blues Bustin' Mambo Slammers, dem auch Saxophon-Legende Edgar Winter angehörte, spielte Roth allabendlich im Bally's Ballroom Songs aus dem Van-Halen- und DLR-Repertoire im Blues- und Soul-Stil.
Für die 1996 erschienene Greatest-Hits-Sammlung Best of Volume 1 traf er sich nochmals mit seinen Ex-Kollegen von Van Halen, um im Studio die Stücke Me wise magic und Can't get this stuff no more einzuspielen. Diese Liaison war nur von kurzer Dauer, da sich Van Halen und Roth auf einer Pressekonferenz im Anschluss an ihren umjubelten Auftritt bei den 1996 MTV-Video Music Awards eine verbale Auseinandersetzung lieferten, die ein erneutes Ende der Zusammenarbeit bedeutete.
1997 veröffentlichte er das Greatest-Hits-Album Best of David Lee Roth, das auch einen neuen Titel enthielt: Don't Piss me off. Der Song eröffnete das Album und war von Roth, Steve Hunter (Gitarre), Brett Tuggle (Keyboard), Freebo (Bass) und Jack White (Schlagzeug) im Aufnahmestudio The Alley in North Hollywood eingespielt worden. Im selben Jahr erschien seine Autobiografie Crazy From the Heat.
1998 brachte Roth mit neuer Band ein weiteres Album heraus, schlicht betitelt mit DLR Band. Er konnte an seine mit Van Halen erreichten Erfolge nicht wieder anschließen. Im Sommer 2002 kam es dazu, dass Hagar und Roth zusammen als Heavyweight Champions of Rock'n Roll erfolgreich durch die USA tourten. Unter Fans wurde diese Tour Sans Halen genannt. 2003 erschien Diamond Dave, größtenteils singt Roth hier Songs anderer Künstler. Sein Gitarrist Brian Young spielte kurioserweise etliche Jahre in einer Van-Halen-Coverband.
Im Herbst 2005 trat Roth in mehreren Regionen der USA (darunter auch New York) die Nachfolge des Kult-Radiomoderators Howard Stern beim Sender K-Rock an. Die Zusammenarbeit wurde jedoch vom Sender CBS aufgekündigt.
Für das Van-Halen-Tributealbum Strummin' With The Devil steuerte er zu zwei Titeln den Gesang bei – im Bluegrass-Stil, begleitet von Banjo und Geige.
Er selbst betrachtet sich eher als „Entertainer“ denn als „Nur-Sänger“. Entsprechend reichert er seine Bühnenshow häufig mit Plaudereien à la Dean Martin an und war (mit seinem Partner Pete Angelus) federführend für die mit Comedy-Elementen versetzten Videos Jump, Panama, Hot For Teacher, California Girls, Just A Gigolo, Yankee Rose und Goin’ Crazy verantwortlich.

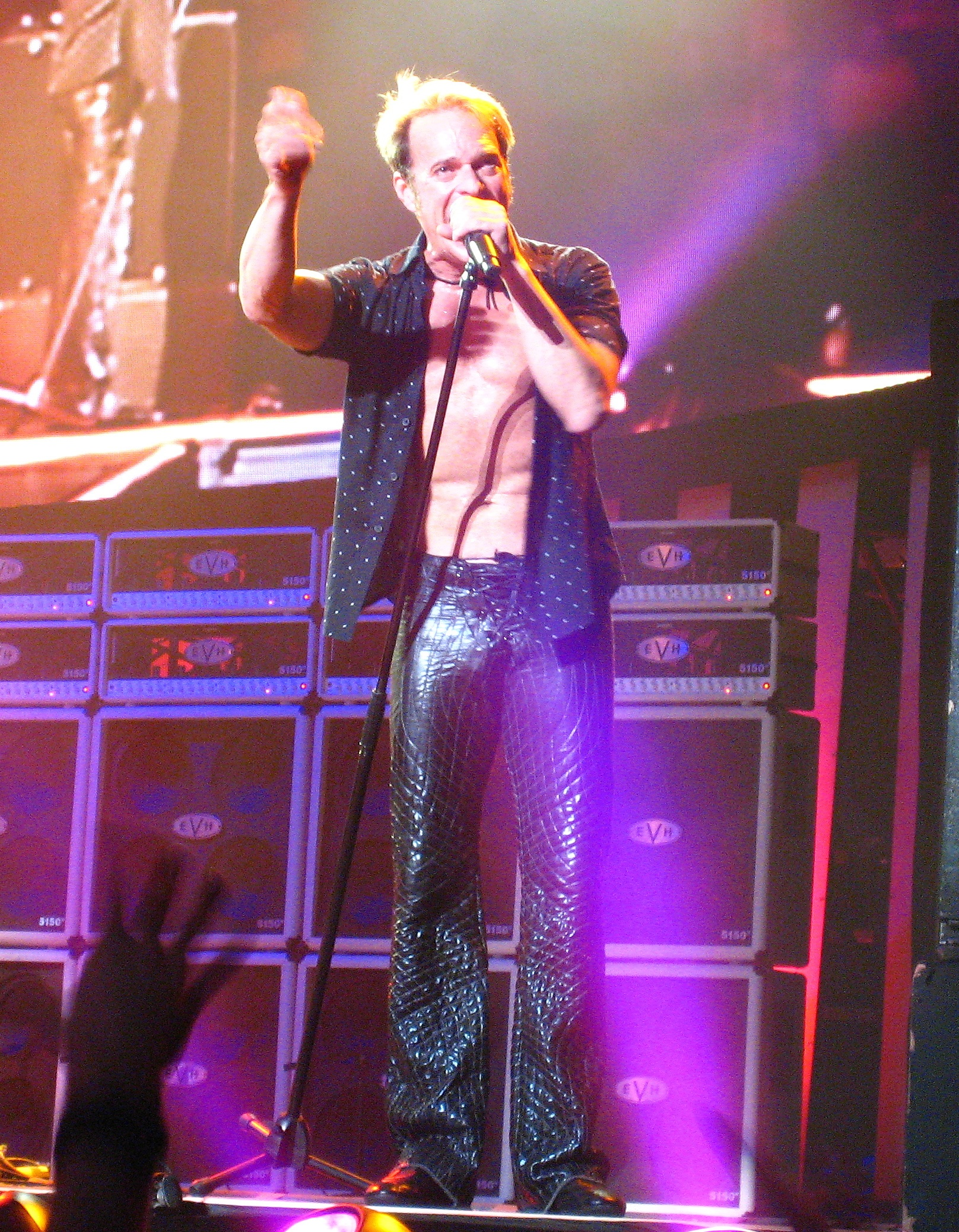
David Lee Roth (2007)

Nachdem er sich Anfang 2007 mit Van Halen versöhnt hatte, war für die erste Jahreshälfte 2007 eine gemeinsame Tour angekündigt worden; diese musste jedoch wegen Eddie Van Halens Aufenthalt in einer Entziehungsklinik verschoben werden. Nach dessen Genesung wurde die Tournee von September bis Dezember 2007 in den USA und Kanada absolviert.
Im Januar 2011 begaben sich Van Halen mit David Lee Roth ins Studio, um das erste gemeinsame Album seit 1984 aufzunehmen, das im Februar 2012 unter dem Namen A Different Kind of Truth erschien.
Im Jahr 2021 kündigte er seinen Ruhestand an.

## Diskografie

### Studioalben
| Jahr | Titel                    | Höchstplatzierung, Gesamtwochen, AuszeichnungChartplatzierungen (Jahr, Titel, Platzierungen, Wochen, Auszeichnungen, Anmerkungen) | Höchstplatzierung, Gesamtwochen, AuszeichnungChartplatzierungen (Jahr, Titel, Platzierungen, Wochen, Auszeichnungen, Anmerkungen) | Höchstplatzierung, Gesamtwochen, AuszeichnungChartplatzierungen (Jahr, Titel, Platzierungen, Wochen, Auszeichnungen, Anmerkungen) | Höchstplatzierung, Gesamtwochen, AuszeichnungChartplatzierungen (Jahr, Titel, Platzierungen, Wochen, Auszeichnungen, Anmerkungen) | Höchstplatzierung, Gesamtwochen, AuszeichnungChartplatzierungen (Jahr, Titel, Platzierungen, Wochen, Auszeichnungen, Anmerkungen) | Anmerkungen                           |
| Jahr | Titel                    | DE | AT | CH | UK | US | Anmerkungen                           |
| ---- | ------------------------ | --- | --- | --- | --- | --- | ------------------------------------- |
| 1986 | Eat ’Em and Smile        | DE51 (4 Wo.)DE | — | CH29 (1 Wo.)CH | UK28 Gold · (9 Wo.)UK | US4 Platin · (36 Wo.)US | Erstveröffentlichung: 7. Juli 1986    |
| 1988 | Skyscraper               | DE28 (9 Wo.)DE | — | CH13 (8 Wo.)CH | UK11 Silber · (12 Wo.)UK | US6 Platin · (27 Wo.)US | Erstveröffentlichung: 26. Januar 1988 |
| 1991 | A Little Ain’t Enough    | DE12 (15 Wo.)DE | AT22 (4 Wo.)AT | CH5 (14 Wo.)CH | UK4 Silber · (7 Wo.)UK | US18 Gold · (19 Wo.)US | Erstveröffentlichung: 11. Januar 1991 |
| 1994 | Your Filthy Little Mouth | DE62 (9 Wo.)DE | — | CH25 (7 Wo.)CH | UK28 (2 Wo.)UK | US78 (2 Wo.)US | Erstveröffentlichung: 4. März 1994    |
| 1998 | DLR Band                 | — | — | — | — | US172 (1 Wo.)US | Erstveröffentlichung: 9. Juni 1998    |

### Weitere Alben
| Jahr | Titel               | Höchstplatzierung, Gesamtwochen, AuszeichnungChartplatzierungen (Jahr, Titel, Platzierungen, Wochen, Auszeichnungen, Anmerkungen) | Höchstplatzierung, Gesamtwochen, AuszeichnungChartplatzierungen (Jahr, Titel, Platzierungen, Wochen, Auszeichnungen, Anmerkungen) | Höchstplatzierung, Gesamtwochen, AuszeichnungChartplatzierungen (Jahr, Titel, Platzierungen, Wochen, Auszeichnungen, Anmerkungen) | Höchstplatzierung, Gesamtwochen, AuszeichnungChartplatzierungen (Jahr, Titel, Platzierungen, Wochen, Auszeichnungen, Anmerkungen) | Höchstplatzierung, Gesamtwochen, AuszeichnungChartplatzierungen (Jahr, Titel, Platzierungen, Wochen, Auszeichnungen, Anmerkungen) | Anmerkungen                                        |
| Jahr | Titel               | DE | AT | CH | UK | US | Anmerkungen                                        |
| ---- | ------------------- | --- | --- | --- | --- | --- | -------------------------------------------------- |
| 1985 | Crazy from the Heat | — | — | — | UK91 (2 Wo.)UK | US15 Platin · (33 Wo.)US | Erstveröffentlichung: 28. Januar 1985 EP           |
| 1997 | The Best            | — | — | — | — | US199 (1 Wo.)US | Erstveröffentlichung: 28. Oktober 1997 Kompilation |

Weitere Veröffentlichungen
- 1986: Videos
- 2002: No Holds Bar
- 2003: Diamond Dave
- 2006: Strummin with the Devil
- 2013: Greatest Hits: The Deluxe Edition
- 2015: Going Crazy – Radio Broadcast 1986
- 2017: Live in the House of Blues – West Hollywood ’94

### Singles
| Jahr | Titel Album                                            | Höchstplatzierung, Gesamtwochen, AuszeichnungChartplatzierungen (Jahr, Titel, Album, Platzierungen, Wochen, Auszeichnungen, Anmerkungen) | Höchstplatzierung, Gesamtwochen, AuszeichnungChartplatzierungen (Jahr, Titel, Album, Platzierungen, Wochen, Auszeichnungen, Anmerkungen) | Höchstplatzierung, Gesamtwochen, AuszeichnungChartplatzierungen (Jahr, Titel, Album, Platzierungen, Wochen, Auszeichnungen, Anmerkungen) | Höchstplatzierung, Gesamtwochen, AuszeichnungChartplatzierungen (Jahr, Titel, Album, Platzierungen, Wochen, Auszeichnungen, Anmerkungen) | Höchstplatzierung, Gesamtwochen, AuszeichnungChartplatzierungen (Jahr, Titel, Album, Platzierungen, Wochen, Auszeichnungen, Anmerkungen) | Anmerkungen                          |
| Jahr | Titel Album                                            | DE | AT | CH | UK | US | Anmerkungen                          |
| ---- | ------------------------------------------------------ | --- | --- | --- | --- | --- | ------------------------------------ |
| 1984 | California Girls Crazy from the Heat                   | — | — | — | UK68 (7 Wo.)UK | US3 (16 Wo.)US | Erstveröffentlichung: Dezember 1984  |
| 1985 | Just a Gigolo / I Ain’t Got Nobody Crazy from the Heat | — | — | — | — | US12 (17 Wo.)US | Erstveröffentlichung: März 1985      |
| 1986 | Yankee Rose Eat ’Em and Smile                          | — | — | — | — | US16 (15 Wo.)US | Erstveröffentlichung: Juni 1986      |
| 1986 | Goin’ Crazy! Eat ’Em and Smile                         | — | — | — | — | US66 (7 Wo.)US | Erstveröffentlichung: September 1986 |
| 1986 | That’s Life Eat ’Em and Smile                          | — | — | — | — | US85 (4 Wo.)US | Erstveröffentlichung: November 1986  |
| 1987 | Just Like Paradise Skyscraper                          | — | — | — | UK27 (7 Wo.)UK | US6 (16 Wo.)US | Erstveröffentlichung: Dezember 1987  |
| 1988 | Stand Up Skyscraper                                    | — | — | — | UK72 (2 Wo.)UK | US64 (8 Wo.)US | Erstveröffentlichung: April 1988     |
| 1990 | A Lil’ Ain’t Enough A Little Ain’t Enough              | — | — | — | UK32 (3 Wo.)UK | — | Erstveröffentlichung: Dezember 1990  |
| 1991 | Sensible Shoes A Little Ain’t Enough                   | — | — | — | UK81 (2 Wo.)UK | — | Erstveröffentlichung: März 1991      |
| 1994 | She’s My Machine Your Filthy Little Mouth              | — | — | — | UK64 (2 Wo.)UK | — | Erstveröffentlichung: Februar 1994   |
| 1994 | Night Life Your Filthy Little Mouth                    | — | — | — | UK72 (2 Wo.)UK | — | Erstveröffentlichung: Mai 1994       |

### Videoalben
- 1990: David Lee Roth (US: Platin)

## Auszeichnungen für Musikverkäufe
| Goldene Schallplatte - Australien - 1991: für das Videoalbum David Lee Roth - Kanada - 1991: für das Album A Little Ain’t Enough |

Anmerkung: Auszeichnungen in Ländern aus den Charttabellen bzw. Chartboxen sind in ebendiesen zu finden.
| Land/RegionAuszeichnungen für Musikverkäufe (Land/Region, Auszeichnungen, Verkäufe, Quellen) | Silber     | Gold     | Platin     | Verkäufe  | Quellen         |
| -------------------------------------------------------------------------------------------- | ---------- | -------- | ---------- | --------- | --------------- |
| Australien (ARIA)                                                                            | —          | Gold1    | —          | 7.500     | aria.com.au     |
| Kanada (MC)                                                                                  | —          | Gold1    | —          | 50.000    | musiccanada.com |
| Vereinigte Staaten (RIAA)                                                                    | —          | Gold1    | 4× Platin4 | 3.600.000 | riaa.com        |
| Vereinigtes Königreich (BPI)                                                                 | 2× Silber2 | Gold1    | —          | 220.000   | bpi.co.uk       |
| Insgesamt                                                                                    | 2× Silber2 | 4× Gold4 | 4× Platin4 |           |                 |